# Angelo de Augustine
Pour les articles homonymes, voir Augustine.
Angelo de Augustine est un musicien nord-américain vivant à Thousand Oaks en Californie. Il compose et interprète une musique folk, au chant et à la guitare. Il s'est produit en première partie de Sufjan Stevens et ses titres peuvent être entendus sur certaines radios.

## Biographie
Ses parents étaient tous deux amateurs de musique. Lorsqu'il avait 5 ans, son père quitta le foyer. Angelo de Augustine voulait devenir footballeur professionnel pendant son adolescence mais ne put poursuivre son rêve à cause d'une blessure. Il se mit à la musique qui devint sa plus grande passion.

## Musique
Angelo de Augustine auto-produisit son premier album intitulé Spirals of Silence en 2014, puis partit en tournée. Quelque temps après, il composa son deuxième album intitulé Swim Inside the Moon, enregistré chez lui dans une baignoire, sur un 4 pistes à cassette de 1970. L'album sortit en 2017 sur le label Asthmatic Kitty Records. Dans une chronique de 2018 présentant entre autres son titre Carcassonne, la National Public Radio explique que cette chanson lui aurait été inspirée par quelqu'un qui voulait visiter la cité médiévale. La NPR y qualifie aussi sa musique de « sensation douce et enveloppante, comme des vagues s'étendant sur le rivage ». Il composa ensuite son troisième album intitulé Tomb, qui fut le premier à être enregistré en studio, paru en 2019 de nouveau sur Asthmatic Kitty Records,, et dont le morceau Time fut interprété en duo avec le musicien Sufjan Stevens dans une version live,. Plus tard, ils composèrent ensemble l'album A Beginner's Mind. Pour son quatrième album intitulé Toil and Trouble, il se remit à travailler seul et passa près de trois ans à le produire en Californie du Sud, tout en pratiquant 27 instruments différents. Le 30 juin 2023, l'album parut chez Asthmatic Kitty Records.